# Ivan Huklek
Ivan Huklek (12. studenog 1996.) hrvatski je hrvač. Član je HK Sesvete.

## Životopis
Rođen je 12. studenog 1996. Svoju je karijeru započeo u HK Sesvete 2006. godine kod trenera Slavka Benčeca. Godine 2017. u kategoriju do 85 kg osvojio je broncu na Svjetskom prvenstvu do 23 godine održanom u Bydgoszczu. Iduće je godine u kategoriji do 87 kg osvojio srebro na Europskom prvenstvu do 23 godine održanom u Carigradu. Te mu je godine također dodijeljena godišnja nagrada Sportskog saveza grada Zagreba.

## Nastupi na OI 2020.
| Kategorija                 | Šesnaestina finala  | Osmina finala      | Polufinale         | Repesaž            | Finale / BM         | Finale / BM |
| Kategorija                 | Protivnik Rezultat  | Protivnik Rezultat | Protivnik Rezultat | Protivnik Rezultat | Protivnik Rezultat  | Plasman     |
| -------------------------- | ------------------- | ------------------ | ------------------ | ------------------ | ------------------- | ----------- |
| grčko-rimski stil do 87 kg | Stefanowicz Pob 5:3 | Asakalov Pob 4:1   | Belenjuk Izg 1:7   | Direktan prolazak  | Datunašvili Izg 1:6 | 5.          |

## Vanjske poveznice
- Profil  Arhivirana inačica izvorne stranice od 6. kolovoza 2021. (Wayback Machine), Olimpijske igre 2020.